# La Pintada (Colombie)
La Pintada est une municipalité située dans le département d'Antioquia, en Colombie.